# اتان فروم (فیلم)
اتان فروم (به انگلیسی: Ethan Frome) فیلمی محصول سال ۱۹۹۳ و به کارگردانی جان مدن است. در این فیلم بازیگرانی همچون لیام نیسون، پاتریشا آرکت، تیت داناوان، جوآن آلن، کاترین هوتن، جی گوئده ایفای نقش کرده‌اند.